# آندری کوتلیرایوسکی
آندری آنتونویچ کوتلیرایوسکی (ارمنی: Անդրեյ Անտոնովիչ Կոտլյարևսկի؛  زادهٔ ۱۱ اکتبر ۱۸۸۰ - درگذشته ۱۹۵۴) نوازنده ویولن و آموزگار موسیقی اهل روسیه بود.

## زندگی‌نامه
وی در ۱۱ اکتبر ۱۸۸۰ در خارکوف به دنیا آمد و از مدرسه موسیقی خارکوف فارغ‌التحصیل گشت. وی در کنسرواتوار دولتی کومیتاس ایروان و تالار آکادمی ملی اپرا و باله آلکساندر اسپنداریان فعالیت می‌کرد. همچنین برندهٔ جوایزی همچون هنرمند شایسته ارمنستان شوروی (۱۹۳۹) شده است. وی در ۱۹۵۴ در سن ۷۴ سالگی در یالتا درگذشت.